# Raden Kajoran
Raden Kajoran, aussi connu sous le nom Panembahan Rama, mort le 14 septembre 1679, est un noble javanais musulman et l'un des principaux chef de la révolte de Trunajaya contre le sultanat de Mataram. Il dirige les forces rebelles qui prennent et mettent à sac Plered, la capitale du Mataram en juin 1677. En septembre 1679, ses forces sont battues par une alliance des forces néerlandaises de la Compagnie néerlandaise des Indes orientales (VOC), de Javanais et de Bugis conduits par Sindu Reja et Jan Albert Sloot lors d'une bataille à Mlambang, près de Pajang,. Kajoran se rend mais est exécuté sur ordres de Sloot.

## Ancêtres et famille
Kajoran (id) est une localité au sud de la moderne Klaten, en Java central. Raden est un titre de noblesse javanais, et le titre « Raden Kajoran » symbolise ainsi son statut de chef de la famille régnante locale. 
D'après la tradition javanaise, l'arrière-grand-père de Raden Kajoran, Sayyid Kalkum, est à l'origine de l'établissement de la famille à Kajoran. Il est l'un des frères cadets d'un homme saint, Sunan Tembayat (en), l'un des premiers à introduire l'islam à l'intérieur des terres de Java central. Au début du XVIe siècle, Kalkum parvient à contrôler un territoire important à Kajoran. La famille se lie également matrimonialement avec les familles royales de Pajang et de Mataram. Ainsi, à l'époque de Raden Kajoran, la famille est devenue puissante et influente au Mataram, profitant aussi bien de l'autorité islamique que de leurs liens matrimoniaux,.

## Biographie

### Avant la révolte de Trunajaya
Le règne du roi Amangkurat Ier voit l'execution de nombreux nobles suspectés de trahison. Parmi les victimes, on compte toute la famille de Pangeran Pekik, c'est-à-dire la dynastie ayant régné sur Surabaya (en), en 1659 et plusieurs membres de la famille royale à la cour durant les années 1660. Cette brutalité alarme Kajoran, qui commence alors à sympathiser avec les rivaux du roi. Lorsque Trunajaya, un noble madurais forcé à vivre à la cour après l'annexion de son pays, la fuit, Raden Kajoran le recueille et lui permet d'épouser l'une de ses filles,. Il encourage également l'amitié entre Trunajaya et le prince héritier du Mataram, Pangeran Adipati Anom, futur Amangkurat II, qui nourrit aussi du ressentiment contre son père le roi.

### Rôle dans la révolte de Trunajaya
La révolte de Trunajaya débute en 1674 lorsque les forces du prince mènent des raids sur les villes contrôlées par le Mataram. Kajoran se joint à la révolte à partir, au moins, de 1676, après la victoire de Trunajaya à la bataille de Gegodog en octobre. Sa connaissance des affaires intérieures du Mataram et sa réputation de chef religieux offrent un soutien à Trunajaya et ses seigneurs de guerre madurais, tous étrangers à Java central,.
Il se joint aux troupes rebelles conduites par les capitaines de Trunajaya marchant sur la capitale de Mataram à Taji, à l'est de la ville. Ces troupes attaquent le district de la capitale (le district de Mataram) en janvier ou février 1677 mais sont repoussées par les forces loyalistes conduites par les princes royaux. Défaits, les rebelles battent en retraite à Surabaya, où Raden Kajoran rejoint son beau-fils Trunajaya,. Par la suite, les forces du Mataram incendient son district de Kajoran,.
En avril 1677, Kajoran lance une nouvelle attaque contre le Mataram,. Ses forces prennent et mettent à sac la capitale Plered autour du 28 juin 1677, marquant ainsi l'apogée de la rébellion. S'ensuivent des négociations sur la partie occidentale du territoire contrôlée par les rebelles (approximativement le Java central moderne) qui constitueraient un royaume dirigé par Kajoran, mais ce dernier lui préfère une situation de chef spirituel. Par ailleurs, et malgré la proposition d'un partage du pouvoir, Trunajaya garde l'entièreté du trésor pillé à Plered.
Les rebelles se retirent ensuite de la capitale, et Raden Kajoran se rend à Totombo, dans les collines au sud de la capitale de Trunajaya, Kediri, sur ordre de ce dernier,. Ce retrait et l'absence d'héritier contribuent au déclin de son prestige et de la loyauté de ses partisans. Cependant, ces derniers restent actifs en Java central, sur les districts côtiers (par exemple Jepara) et à l'intérieur des terres (à Pajang, à la frontière du district de la capitale). Ils conduisent d'importantes offensives sur la côte nord (aussi connue sous le nom de Pasisir) en novembre 1677 et juin-juillet 1678. Ces activités exaspèrent aussi bien le Mataram que son allié la Compagnie néerlandaise des Indes orientales (aussi connu sous l'acronyme VOC), qui tente lui-aussi d'établir un monopole sur le Pasisir.
En novembre 1678, Kediri est prise par les troupes alliées du Mataram et de la VOC, et Kajoran retourne en Java central et établit sa nouvelle base à Mlambang (aujourd'hui dans le kabupaten de Gunung Kidul, territoire spécial de Yogyakarta). Il s'allie avec Raja Namrud ou Nimrod, un seigneur de guerre macassarois actif au centre de Java, et obtient quelques victoires entre avril et août 1679,. Cependant, le 14 septembre, une force conjointe VOC-Mataram commandée le capitaine néerlandais Jan Albert Sloot et le chef Sindu Reja marche sur sa forteresse de Mlambang. L'offensive s'achève sur une victoire des forces alliées ; Kajoran se rend mais Sloot ordonne son execution,. Aucun chef javanais ne souhaite procéder à l'exécution à cause de la réputation de Kajoran, alors Sloot ordonne à un Bugis de le faire.

### Après sa mort
Les partisans de Kajoran poursuivent la résistance contre le Mataram après sa mort, puis la mort de Trunajaya en janvier 1680. Parmi eux des membres et parents de la famille de Kajoran, des hommes religieux de Tembayat et des troupes du district de Gunungkidul. 

## Caractère et autres noms
Raden Kajoran est aussi connu sous le nom Panembahan Rama et réputé pour sa maitrise du shakti (pouvoir cosmique) et sa tapa (ascétisme). Les chroniques javanaises l'appelent « Raden Kajoran Ambalik » (Raden Kajoran le déserteur) à cause de son rôle dans la rébellion de Trunajaya, et l'amiral néerlandais Cornelis Speelman (en), l'un de ses adversaires pendant la guerre, le surnomme « ce prophète du diable ». Speelman écrit également qu'il aurait enseigné à ses partisans que « Dieu et son prophète ne bénira plus jamais la terre javanaise tant que ces kouffars [les non-croyant, c'est-à-dire les néerlandais] seront acceptés ici ».